# 飛石孝行
飛石 孝行（とびいし たかゆき、1991年4月3日 - ）は、長崎県長崎市出身の元サッカー選手。現役時代のポジションは、ゴールキーパー。

## 来歴
高校卒業後、九州総合スポーツカレッジに進み、福満隆貴と共に九州サッカーリーグでプレー。2012年より横河武蔵野FCへ加入。2013年限りで退団した。2014年4月から芦屋大学サッカー部GKコーチに就任。2016年3月からJ2リーグ所属V・ファーレン長崎ユースGKコーチに就任 し、4月から社長秘書業務も兼任した。またV・ファーレン長崎に指導者として籍を置きつつ、2016年長崎県国体成年男子代表として現役復帰。2016年、希望郷いわて国体にも出場した。2017年3月からJ1リーグ所属セレッソ大阪アカデミーGKコーチに就任。2018年には、大阪府トレセンU12 GKコーチも兼任した。
小学生時代の同級生に土山茜がいる。
2019年1月からJ2リーグ所属V・ファーレン長崎ユースGKコーチに戻り、2021年アカデミー初のプリンスリーグ九州で優勝。プレミアリーグプレーオフにも出場した。2020年からはJFA 9地域ユースダイレクターも兼任し、九州のGKを指導している。2024年から芦屋大学臨床教育学部教育学科客員講師に就任。甲南大学サッカー部GKコーチも同時に発表されている。

## 所属クラブ
- 長崎ドリームFC
- 海星中学校
- 海星高等学校
- 2010年 - 2011年  九州総合スポーツカレッジ
- 2012年 - 2013年  横河武蔵野FC
- 2014年 - 2015年 芦屋大学 GKコーチ
- 2016年 - 2017年 V・ファーレン長崎 U18GKコーチ 兼 社長秘書
- 2017年   セレッソ大阪 アカデミーGKコーチ
- 2017年　Jリーグアカデミープレーヤー(U-14)　GKコーチ
- 2018年　大阪府トレセンU12　GKコーチ
- 2019年 -  V・ファーレン長崎 U-18 GKコーチ
- 2020年 - JFA 9地域ユースダイレクター（GK九州担当）
- 2024年 - 甲南大学サッカー部 GKコーチ

## 個人成績
| 国内大会個人成績 | 国内大会個人成績 | 国内大会個人成績 | 国内大会個人成績 | 国内大会個人成績 | 国内大会個人成績 | 国内大会個人成績 | 国内大会個人成績 | 国内大会個人成績 | 国内大会個人成績 | 国内大会個人成績 | 国内大会個人成績 |
| 年度             | クラブ           | 背番号           | リーグ           | リーグ戦         | リーグ戦         | リーグ杯         | リーグ杯         | オープン杯       | オープン杯       | 期間通算         | 期間通算         |
| 年度             | クラブ           | 背番号           | リーグ           | 出場             | 得点             | 出場             | 得点             | 出場             | 得点             | 出場             | 得点             |
| 日本             | 日本             | 日本             | 日本             | リーグ戦         | リーグ戦         | リーグ杯         | リーグ杯         | 天皇杯           | 天皇杯           | 期間通算         | 期間通算         |
| ---------------- | ---------------- | ---------------- | ---------------- | ---------------- | ---------------- | ---------------- | ---------------- | ---------------- | ---------------- | ---------------- | ---------------- |
| 2010             | KSSC             | 1                | 九州             | 12               | 0                | -                | -                | -                | -                | 12               | 0                |
| 2011             | KSSC             | 21               | 九州             | 12               | 0                | -                | -                | -                | -                | 12               | 0                |
| 2012             | 横河武蔵野       | 21               | JFL              | 0                | 0                | -                | -                | 0                | 0                | 0                | 0                |
| 2013             | 横河武蔵野       | 21               | JFL              | 1                | 0                | -                | -                | 0                | 0                | 0                | 0                |
| 通算             | 日本             | 日本             | JFL              | 1                | 0                | -                | -                | 0                | 0                | 1                | 0                |
| 通算             | 日本             | 日本             | 九州             | 24               | 0                | -                | -                | -                | -                | 24               | 0                |
| 総通算           | 総通算           | 総通算           | 総通算           | 25               | 0                | -                | -                | 0                | 0                | 25               | 0                |